# Antolín Alcaraz
Antolín Alcaraz Viveros (San Roque González, 30 de julho de 1982) é um ex-futebolista do Paraguai que atuava como zagueiro.

## Carreira
Foi convocado para a Copa do Mundo de 2010. Logo na estreia, contra a Itália, marcou o gol que garantiu o empate por 1-1 e foi eleito pela FIFA o melhor jogador da partida.

## Títulos
Beira-Mar
- Segunda Liga: 2005-06

Wigan Athletic
- Copa da Inglaterra: 2012-13

## Ligações Externas
- Antolin Alcaraz no sítio da FIFA (em português)
- Fora de Jogo (em português)
- Perfil em Goal.com (em inglês)
- Perfil em Soccerway (em português)
- Filgoal (em inglês)
- Bet365[ligação inativa] (em português)